# Meccan Trade and the Rise of Islam
Meccan Trade And The Rise Of Islam es un libro de 1987 escrito por la académica e historiadora de los inicios del islam Patricia Crone. El libro sostiene que el Islam no se originó en La Meca, situada en el occidente de Arabia Saudita, sino en el norte de Arabia. Sus puntos de vista difieren ampliamente de los de historiadores y orientalistas como William Montgomery Watt y Fred Donner, quienes han publicado obras que detallan actividades comerciales y las luchas entre tribus mequíes rivales por el control de las rutas comerciales.

## Contenido
Crone no encontró evidencia de que La Meca fuera un importante centro comercial en la Antigüedad tardía de los siglos VI y VII d. C.:
La Meca no estaba en la ruta terrestre desde Arabia del Sur hacia Siria.
Aun si lo hubiera estado, la ruta terrestre desde Arabia del Sur hacia Siria no era muy importante en comparación con la ruta marítima.
A más tardar a finales del siglo II d. C., la ruta ya no se utilizaba.
Un examen minucioso de las propias fuentes musulmanas muestra que, salvo el perfume yemení, los mequíes comerciaban principalmente con artículos baratos de cuero y vestimenta, y ocasionalmente con alimentos básicos (mantequilla clarificada y queso).
Estos bienes no se exportaban a Siria, que ya tenía abundancia de ellos, sino que se suministraban casi exclusivamente a habitantes de la propia península arábiga.
Si es obvio que, si los mequíes hubieran sido intermediarios en un comercio de larga distancia del tipo descrito en la literatura islámica tradicional, debería haber alguna mención de ello en los escritos de sus clientes, quienes escribieron extensamente sobre los surarábigos que les suministraban aromáticos. A pesar de la considerable atención prestada a los asuntos árabes, no hay mención alguna de los Quraysh (la tribu de Mahoma) y su centro comercial La Meca, ya sea en la literatura compuesta fuera de Arabia en griego, latín, siríaco, arameo, copto u otros idiomas.
Concluye que «los mequíes no comerciaban fuera de La Meca en vísperas del islam». Que «no hubo una transmisión continua de hechos históricos a lo largo de las aproximadamente tres generaciones que separan los inicios del siglo I/VII de mediados del II/VIII» y que las líneas de transmisión de los relatos fueron «puras fabricaciones».
Crone también encontró que las «tradiciones» islámicas son poco fiables, y que «entran en conflicto entre sí tan a menudo y con tanta regularidad que, si uno estuviera inclinado a ello, podría reescribir la mayor parte de la biografía de Mahoma de Montgomery Watt al revés».
Un examen de toda la evidencia y de las fuentes disponibles lleva a Crone a concluir que la carrera de Mahoma tuvo lugar no en La Meca y Medina ni en el suroeste de Arabia, sino en el noroeste de Arabia.

## Recepción
Robert Bertram Serjeant describió el libro como una «polémica confusa, irracional e ilógica, complicada además por su malinterpretación de textos árabes, su falta de comprensión de la estructura social de Arabia y la tergiversación del sentido claro de otros escritos, antiguos y modernos, para acomodarlos a sus tesis».
Fred Donner, por su parte, afirmó que «la suposición de que La Meca era el eje central del comercio internacional de artículos de lujo ha sido decisivamente cuestionada en los últimos años, en particular por Patricia Crone en Meccan Trade and the Rise of Islam», aunque la teoría de Patricia Crone ha sido cuestionada por Robert Bertram Serjeant, quien se inclinaba por la teoría del comercio mequí.